# 深紫续断
深紫续断（学名：Dipsacus atropurpureus）为川续断科川续断属下的一个种。

## 扩展阅读
- 維基物種上的相關：深紫续断